# McAlester
McAlester är administrativ huvudort i Pittsburg County i den amerikanska delstaten Oklahoma. Staden har fått sitt namn efter politikern J.J. McAlester. Delstatens fängelse är beläget i McAlester och kallas därför ibland "Big Mac" eller "McAlester". I John Steinbecks roman Vredens druvor friges huvudpersonen från fängelset i McAlester.
I McAlester ligger ungdomsorganisationen International Order of the Rainbow for Girls huvudkontor.

## Kända personer från McAlester
- Carl Albert, politiker
- John Berryman, författare
- Mary Blair, konstnär
- Steven T. Kuykendall, politiker
- Reba McEntire, musiker
- George Nigh, politiker